# Lori Rom
Pour les articles homonymes, voir Rom.
Lori Rom, de son vrai nom Loren Rom, est une actrice américaine née le 16 août 1975 à Red Bank dans l'État du New Jersey (États-Unis).     
Elle est surtout connue pour avoir joué dans la série télévisée Dawson et a failli occuper un premier rôle dans la série Charmed.

## Filmographie

### Films
- 1998 - He Got Game
- 1998 - Saint Maybe
- 2000 - The Women of Charmed (documentaire)
- 2004 - The Unsinkable Freddie Krakauer

### Séries
- 1998 - Charmed (Pilote non diffusé seulement, et remplacée ensuite par Alyssa Milano) : Phoebe Halliwell
- 1998 - Dawson
- 1999 - Chicken Soup for the Soul
- 1999 - Providence : Danielle dans 4 épisodes
- 2000 - Jack and Jill : Allison Hanau dans 4 épisodes
- 2000 - La Vie à cinq (Party of Five) : Laura dans 5 épisodes
- 2001 - La Vie avant tout : Morgan Fielding dans 2 épisodes
- 2001 - The Chronicle : Shawna Fuchs dans 2 épisodes
- 2002 - The Grubbs
- 2003 - Les Experts
- 2004 - Dr House
- 2004 - Huff